# Hameçon (papillon)
Watsonalla binaria
Pour les articles homonymes, voir Hameçon (homonymie).
Espèce
Synonymes
- Bombyx hamula (Esper, 1786)
- Drepana binaria (Hufnagel, 1767)
- Phalaena binaria (Hufnagel, 1767)
- Phalaena falculataria (Villers, 1789)
- Phalaena hamula (Esper, 1786)
- Platypterix hamula auct. non (Denis & Schiffermüller, 1775)
- Platypteryx binaria meridionalis (Millière, 1871)
- Platypteryx binaria (Hufnagel, 1767)
- Platypteryx hamula (Esper, 1786)

L'Hameçon, Watsonalla binaria, est une espèce de lépidoptères (papillons) de la famille des Drepanidae, de la sous-famille des Drepaninae. L’espèce a été décrite par l’entomologiste allemand Johann Siegfried Hufnagel en 1767.

## Distribution
L'Hameçon se rencontre dans les bois clairs bien exposés d’Europe, allant du Portugal jusqu’en Russie,, mais aussi en Turquie et en Israël où il est associé aux zones à climat méditerranéen. Il est présent dans l’ensemble de la France métropolitaine.

## Description
L'Hameçon se reconnaît à sa coloration ocre orangée, les ailes antérieures étant généralement plus sombres que les ailes postérieures, ainsi qu’aux trois lignes jaunes traversant les ailes (la ligne submarginale étant souvent peu visible voir absente). Deux points noirs discaux se trouvent entre les deux lignes internes des ailes antérieures et postérieures, ils peuvent être absents sur les ailes postérieures,. Une zone sombre, large et diffuse est présente à l’apex des ailes antérieures, cette caractéristique permet de différencier cette espèce de Watsonalla uncinula, avec qui elle peut cohabiter, chez qui la zone sombre est réduite. L’apex de l’aile antérieure est recourbé, cette spécificité est à l’origine du nom commun de l’espèce. L'Hameçon ne dépasse pas les 40 mm d’envergure, les femelles sont plus grandes que les mâles.

## Biologie
Espèce bivoltine, deux générations se succèdent et volent de mai à septembre, la seconde génération ayant une taille inférieure à la première. Cette espèce passe l’hiver sous forme de chrysalide.
La chenille, de couleur brun pale, est reconnaissable à la présence de deux excroissances positionnées à l’arrière de la tête. Les chenilles se nourrissent de feuilles de bouleau et de chêne,.
À l’état larvaire, l’Hameçon est l’unique hôte formellement connu de l’espèce de guêpe parasitoïde Drepanoctonus tibialis. Le nom de genre Drepanoctonus dérive de Drepana, l’ancienne appellation du genre Watsonalla, et signifie “le tueur de Drepana".

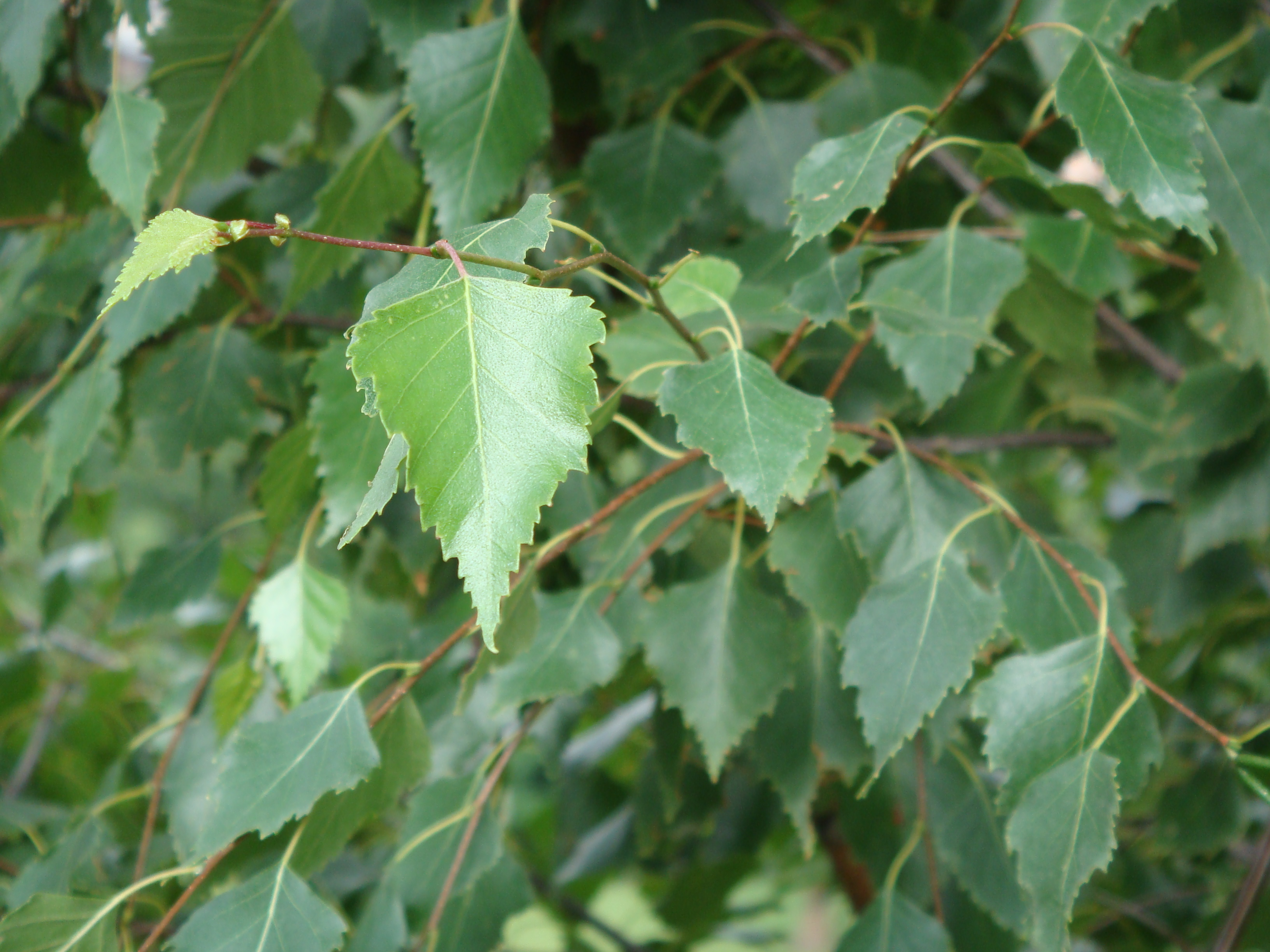
Feuilles d'un bouleau blanc (Betula pendula) espèce communément consommée par la chenille de l'Hameçon